# Paisiy Peak
Paisiy Peak är en bergstopp i Antarktis. Den ligger i Sydshetlandsöarna. Argentina, Chile och Storbritannien gör anspråk på området. Toppen på Paisiy Peak är 169 meter över havet.
Terrängen runt Paisiy Peak är varierad. Havet är nära Paisiy Peak åt nordost. Trakten är glest befolkad. Närmaste befolkade plats är Captain Arturo Prat base, 17,9 kilometer nordost om Paisiy Peak. 